# 人間椅子傑作選 二十周年記念ベスト盤
『人間椅子傑作選 二十周年記念ベスト盤』（にんげんいすけっさくせん にじゅうしゅうねんきねんべすとばん）は人間椅子の3枚目のベスト・アルバム。

## 解説
人間椅子初の2枚組、全24曲からなるベスト・アルバム。
アルバム・タイトルで「二十周年」となっているが、イカ天で認知されるようになってから20年経ったということから付けられたタイトルと思われる（ファースト・アルバムの発売からだと19年）。
インディーズ時代の『人間椅子』、7枚目の『頽廃芸術展』を除くそれまでにリリースしたアルバムの曲から選りすぐられた20曲と、ボーナス・トラックとして「陰獣」「猟奇が街にやって来る」「鉄格子黙示録」の新録音3曲、書き下ろし曲「狂ひ咲き」、以上合計24曲を収録。全曲リマスタリング。
「陰獣」「猟奇が街にやって来る」はかつてインディーズ盤にのみ収められていたもので、今回は新録音かつメジャー盤初収録。「鉄格子黙示録」はファースト・アルバムの1曲目に入っていたが、前奏部分のみを抜粋して利用したインスト曲であった。今回はボーカルの入る部分まで含めたオリジナル・バージョンの完全版にて新録音。

## 収録曲
| 全編曲: 人間椅子。 |                  |           |                                         |       |
| #                  | タイトル         | 作詞      | 作曲                                    | 時間  |
| 1.                 | 「陰獣」         | 和嶋慎治  | 和嶋慎治, 鈴木研一                      | 3:47  |
| 2.                 | 「針の山」       | 和嶋慎治  | Tony Bourge, Burke Shelly, Ray Phillips | 3:29  |
| 3.                 | 「りんごの泪」   | 和嶋慎治  | 鈴木研一, 和嶋慎治                      | 4:03  |
| 4.                 | 「天国に結ぶ恋」 | 和嶋慎治  | 和嶋慎治                                | 4:18  |
| 5.                 | 「賽の河原」     | 和嶋慎治  | 和嶋慎治, 鈴木研一                      | 5:21  |
| 6.                 | 「人面瘡」       | 和嶋慎治  | 和嶋慎治                                | 5:15  |
| 7.                 | 「夜叉ヶ池」     | 和嶋慎治  | 和嶋慎治                                | 7:22  |
| 8.                 | 「幸福のねじ」   | 和嶋慎治  | 和嶋慎治                                | 5:13  |
| 9.                 | 「羅生門」       | 和嶋慎治  | 和嶋慎治, 鈴木研一                      | 7:03  |
| 10.                | 「ダイナマイト」 | 鈴木研一  | 鈴木研一                                | 1:54  |
| 11.                | 「暗い日曜日」   | 和嶋慎治  | 和嶋慎治                                | 6:30  |
| 12.                | 「どだればち」   | 和嶋慎治  | 鈴木研一, 和嶋慎治                      | 5:37  |
| 13.                | 「地獄」         | 鈴木研一  | 鈴木研一                                | 3:51  |
| 14.                | 「黒猫」         | 和嶋慎治  | 和嶋慎治                                | 8:45  |
| 合計時間:          | 合計時間:        | 合計時間: | 合計時間:                               | 72:28 |

| 全編曲: 人間椅子。 |                            |           |                    |       |
| #                  | タイトル                   | 作詞      | 作曲               | 時間  |
| 1.                 | 「鉄格子黙示録」           | 和嶋慎治  | 和嶋慎治           | 4:10  |
| 2.                 | 「猟奇が街にやって来る」   | 和嶋慎治  | 和嶋慎治, 鈴木研一 | 5:03  |
| 3.                 | 「蟲」                     | 鈴木研一  | 鈴木研一           | 6:35  |
| 4.                 | 「幽霊列車」               | 和嶋慎治  | 和嶋慎治           | 5:41  |
| 5.                 | 「地獄風景」               | 鈴木研一  | 鈴木研一           | 3:28  |
| 6.                 | 「死神の饗宴」             | 和嶋慎治  | 鈴木研一           | 4:50  |
| 7.                 | 「相剋の家」               | 和嶋慎治  | 和嶋慎治           | 6:06  |
| 8.                 | 「道程」(歌：ナカジマノブ) | 和嶋慎治  | 鈴木研一           | 3:09  |
| 9.                 | 「洗礼」                   | 和嶋慎治  | 鈴木研一           | 5:35  |
| 10.                | 「恐怖!!ふじつぼ人間」     | 鈴木研一  | 鈴木研一           | 3:10  |
| 11.                | 「品川心中」               | 和嶋慎治  | 和嶋慎治           | 8:06  |
| 12.                | 「膿物語」                 | 鈴木研一  | 鈴木研一           | 4:13  |
| 13.                | 「どっとはらい」           | 和嶋慎治  | 和嶋慎治           | 7:16  |
| 14.                | 「狂ひ咲き」               | 和嶋慎治  | 和嶋慎治           | 6:35  |
| 合計時間:          | 合計時間:                  | 合計時間: | 合計時間:          | 73:57 |

## 演奏者
- 和嶋慎治 - ギター、ボーカル
- 鈴木研一 - ベース、ボーカル
- 上館徳芳 - ドラムス
- 後藤マスヒロ - ドラムス、ボーカル
- 土屋厳 - ドラムス、ボーカル
- ナカジマノブ - ドラムス、ボーカル